# Heckler v. Chaney
L'arrêt Heckler v. Chaney (470 U.S. 821, 1985) de la Cour suprême des États-Unis pose la question de l'inaction d'une administration: peut-on porter plainte contre une agence administrative, en l'espèce la Food and Drug Administration, pour ne pas avoir contrôlé efficacement la mise en œuvre d'une réglementation ? La Cour répondit que l'inaction ne pouvait pas être sujette à un examen judiciaire suivant l'Administrative Procedure Act. 

## Contexte
L'affaire concernait en l'espèce des condamnés à mort de l'Oklahoma et du Texas qui faisaient valoir que la Food and Drug Administration n'avait pas explicité les usages d'un produit pour lequel une autorisation de mise sur le marché avait été délivrée, contredisant ainsi les dispositions du Food, Drug, and Cosmetic Act au sujet du misbranding (ou étiquetage trompeur).
Ils soutenaient par ailleurs que puisque ces produits étaient utilisés à des fins nouvelles, ils devaient être testés à nouveau, conformément à la réglementation sur les nouveaux usages de médicaments.

## Opinion majoritaire
L'opinion majoritaire fut rédigée par William Rehnquist et débouta les plaignants. Elle soutint que le pouvoir discrétionnaire d'une agence à ne pas-agir relevait de la discrétion des agences fixée dans les conditions de la loi (agency discretion by law), octroyée à celles-ci par l'Administrative Procedure Act (§ 701(a)(2)). 
Parmi ses motifs, la Cour fit valoir que contrairement à l'action, la décision de ne pas agir ne constituait pas une interférence vis-à-vis des libertés individuelles et du droit de propriété, interférences pour lesquelles le contrôle judiciaire se légitime. Elle souligna toutefois que si l'inaction aurait été telle qu'elle équivaudrait à une « abdication » par l'agence de ses missions, alors que le contrôle judiciaire serait justifié. La Cour ne se prononça pas sur l'hypothèse selon laquelle on pourrait se constituer partie civile contre une agence ayant omis d'adopter un règlement.

## Commentaires
- Sunstein, Cass (1985), "Reviewing agency inaction after Heckler v. Chaney", 52 U. Chi. L. Rev. (en) 653